# Kanton Périgord Vert Nontronnais
 Périgord Vert Nontronnais  is een kanton van het Franse departement Dordogne. Het kanton maakt deel uit van het arrondissement  Nontron.  

Het telt 15.143 inwoners in 2018.

Het kanton werd gevormd ingevolge het decreet van 24  februari 2014 met uitwerking op 22 maart 2015 met Nontron als hoofdplaats.

## Gemeenten
Het kanton Périgord Vert Nontronnais omvat volgende 28 gemeenten:
- Abjat-sur-Bandiat
- Augignac
- Le Bourdeix
- Busserolles
- Bussière-Badil
- Champniers-et-Reilhac
- Champs-Romain
- Connezac
- Étouars
- Hautefaye
- Javerlhac-et-la-Chapelle-Saint-Robert
- Lussas-et-Nontronneau
- Milhac-de-Nontron
- Nontron
- Piégut-Pluviers
- Saint-Barthélemy-de-Bussière
- Saint-Estèphe
- Saint-Front-la-Rivière
- Saint-Front-sur-Nizonne
- Saint-Martial-de-Valette
- Saint-Martin-le-Pin
- Saint-Pardoux-la-Rivière
- Saint-Saud-Lacoussière
- Savignac-de-Nontron
- Sceau-Saint-Angel
- Soudat
- Teyjat
- Varaignes